# Alicia Moreau de Justo

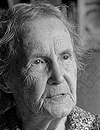
Alicia Moreau de Justo (1972)

Alicia Moreau de Justo (* 11. Oktober 1885 in London; † 12. Mai 1986 in Buenos Aires) war eine argentinische Politikerin und Menschenrechtlerin, eine der führenden Sozialistinnen und Feministinnen Lateinamerikas sowie eine der ersten Ärztinnen Argentiniens.

## Leben
Alicia Mureau de Justo wurde in London 1885 als die jüngste Tochter neben zwei weiteren Geschwistern geboren. Ihr Vater Armand Moreau war in der Pariser Kommune aktiv. Aufgrund der Repression dagegen wanderte er zunächst nach Belgien und später nach Großbritannien aus. Alicia y María Denanpont, ihre Mutter, immigrierte nach Argentinien und lebte in Buenos Aires. Nach Gründung der Familie eröffnete ihr Vater 1896 einen Buchladen und wurde Mitglied sozialistischer Gruppen, welche die argentinische Arbeiterbewegung startete. 
Alicia Moreau de Justo, deren sozialistische Eltern nach dem Ende der Pariser Kommune 1871 ins Exil nach England flohen, wanderte später nach Argentinien aus, wurde 1906 Mitglied der 1896 gegründeten Partido Socialista und gehörte zu den Mitarbeitern von deren damals führenden Politikern wie José Ingenieros, Enrique del Valle Iberlucea und Ángel Giménez. 1902 war sie Mitbegründerin eines feministischen sozialistischen Centers sowie einer Gewerkschaft. Bereits in der Schule traf sie Hipólito Yrigoyen, der ihr Philosophielehrer war und 1916 der erste demokratische Präsident Argentiniens wurde. Zwischen 1907 und 1914 studierte sie Medizin an der Universidad de Buenos Aires (UBA) und gehörte damit zu den ersten sechs Frauen, die in Argentinien studieren durften. Im Anschluss war sie als Ärztin tätig. 
1910 war sie Mitgründerin von Ateneo Popular, einer Vereinigung zur Förderung von Schul- und Hochschulbildung, und wurde zugleich deren Generalsekretärin. Darüber hinaus gehörte sie 1910 zu den Teilnehmerinnen des Ersten Internationalen Frauenkongresses. Des Weiteren war sie zu der Zeit Redakteurin der Tageszeitung Humanidad Nueva und Professorin für Physiologie an der Universidad Nacional de La Plata (UNLP).
1920 gründete sie die Nationale Frauenunion (Unión Feminista Argentina) und 1922 heiratete sie Juan B. Justo, einen Arzt und Mitbegründer der Partido Socialista. 1925 hatte sie ihren ersten Triumph im Parlament, so wurde festgelegt, dass Frauen nicht mehr als acht Stunden am Tag and 48 Stunden in der Woche arbeiteten. Auch konnten schwangere Frauen nicht mehr gekündigt werden und der Arbeitgeber musste sicherstellen, das Säuglinge gestillt werden. Sie setzte sich nicht nur für bessere Arbeitsbedingungen für Frauen und bei der Kinderarbeit ein, sondern verfasste 1926 auch eine Erklärung über die Bürgerrechte von Frauen. In den folgenden Jahren engagierte sie sich für eine stärkere Beteiligung von Frauen in der Politik und nutzte dazu ihre Kontakte in sozialistischen Organisationen.
Während des von 1936 bis 1939 andauernden Spanischen Bürgerkrieges organisierte sie Solidaritätsveranstaltungen für die Zweite Spanische Republik. Später gehörte sie zu den maßgeblichen Kritikern der Präsidentschaft von Juan Perón und des von diesem begründeten Peronismus.
Den Kampf um die politischen Beteiligungsrechte der Frauen veröffentlichte sie 1945 in ihrem Buch La Mujer en la Democracia (Die Frau in der Demokratie).
1956 wurde sie Direktorin der sozialistischen Zeitschrift La Vanguardia. Nach der Abspaltung der Partido Socialista Democrático (PSD) 1958 blieb sie Mitglied der Partido Socialista und wurde deren Generalsekretärin.
Darüber hinaus war sie seit Mitte der 1970er Jahre bis zu ihrem Tode Mitglied der Ständigen Versammlung der Menschenrechte (Asamblea Permanente por los Derechos Humanos) und gehörte zu den sogenannten Madres de Plaza de Mayo („Mütter des Platzes der Mairevolution“), einer Organisation argentinischer Frauen, deren Kinder während der Militärdiktatur der 1970er Jahre „verschwanden“.
Nach ihrem Tode wurde ihr zu Ehren die Straße Avenida Alicia Moreau de Justo in Puerto Madero, einem Stadtteil von Buenos Aires, benannt.

## Hintergrundliteratur
- Gladys Lopez: Alicia Moreau de Justo: Pionera Del Feminismo Y La Igualdad, ISBN 987-614-098-1